# 아오스타

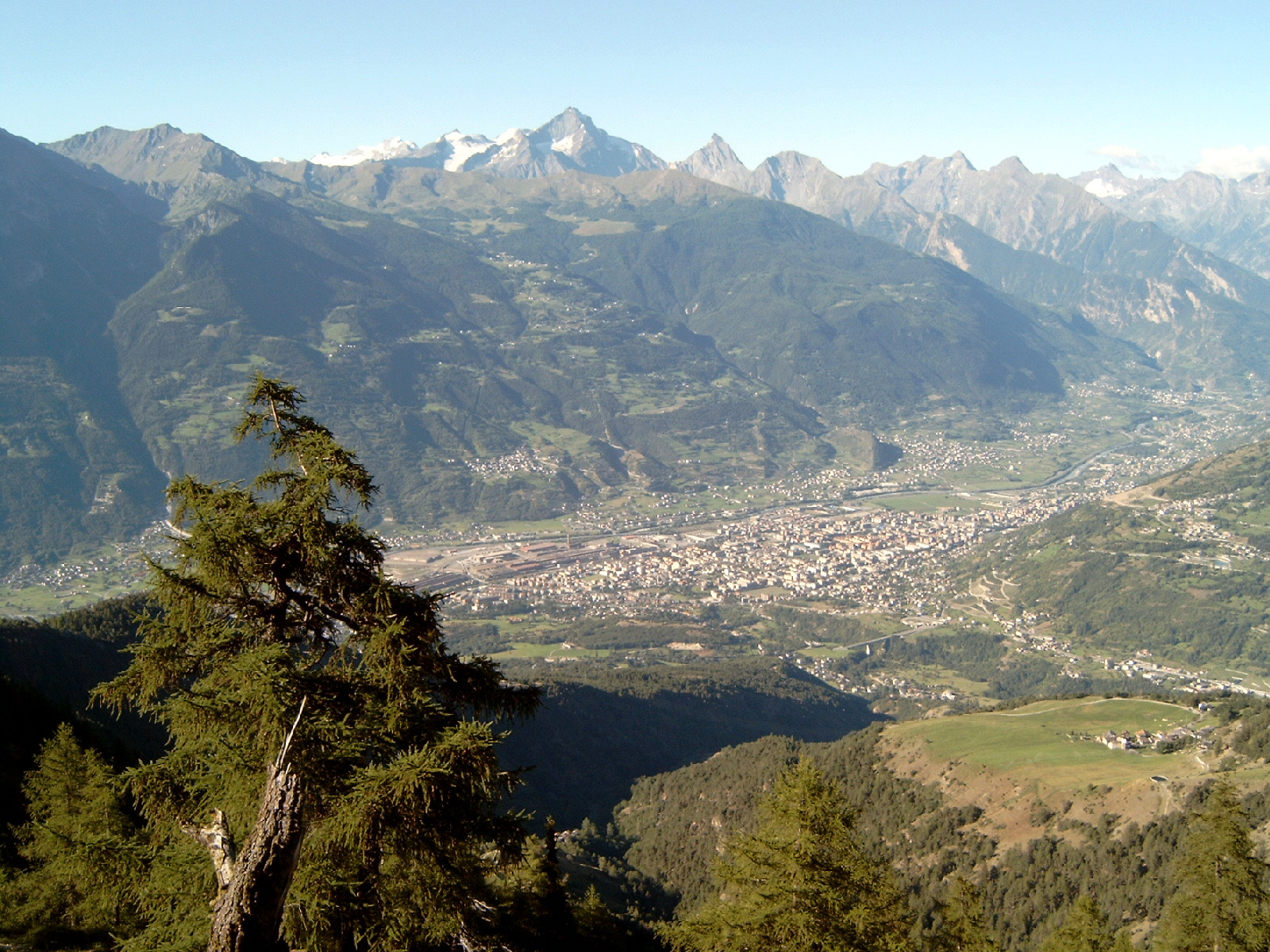
아오스타

아오스타(이탈리아어: Aosta, 프랑스어: Aoste 아오스트[*])는 이탈리아 발레다오스타주의 주도이다. 인구는 2001년 기준 33,926명이다. 부티에르강과 도라발테아강이 합류하는 지점에 위치하며, 그랑 생베르나르 고개와 프티 생베르나르 고개가 만나는 지점에 위치한다.

## 역사

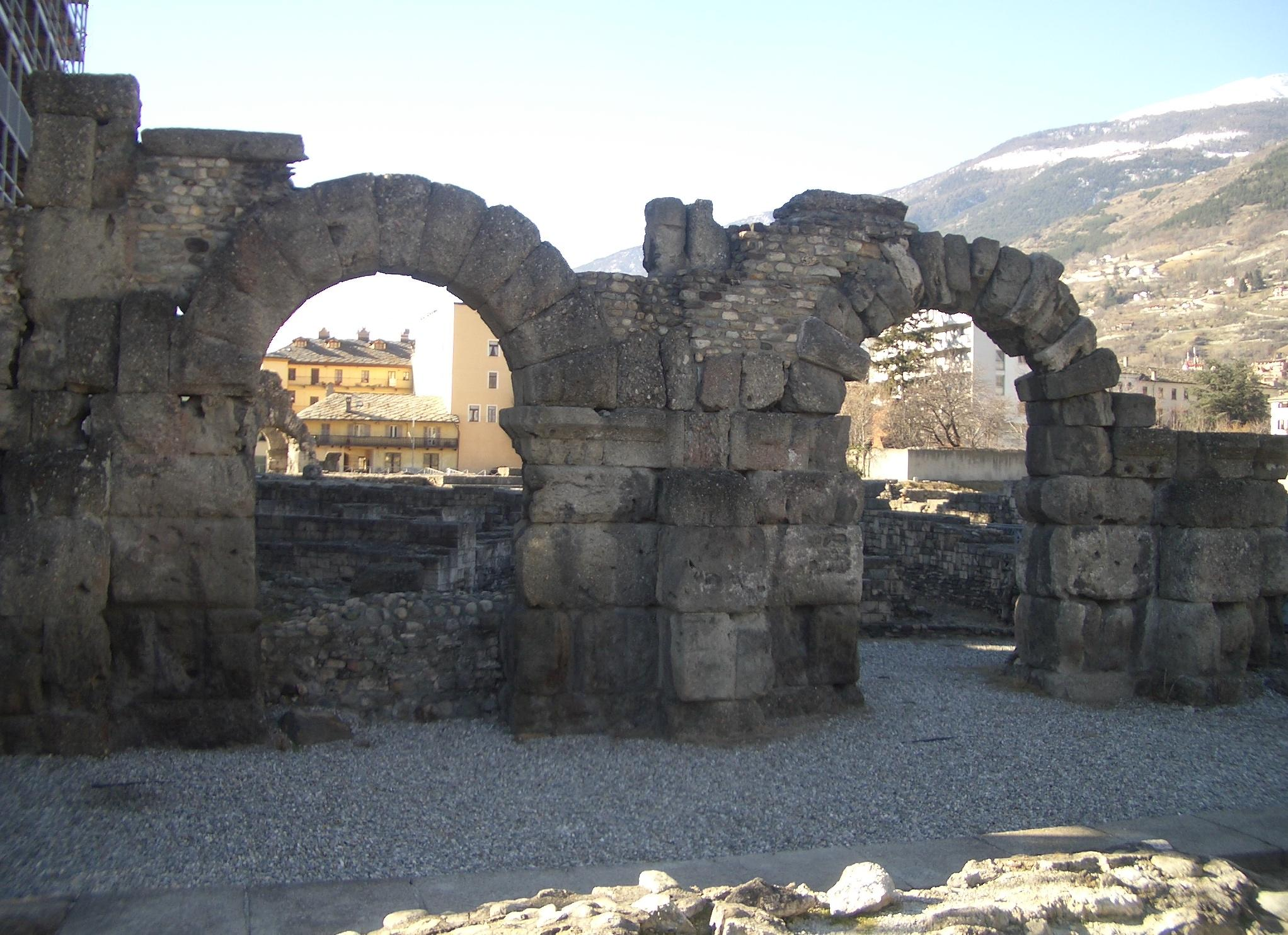
로마 극장의 아치

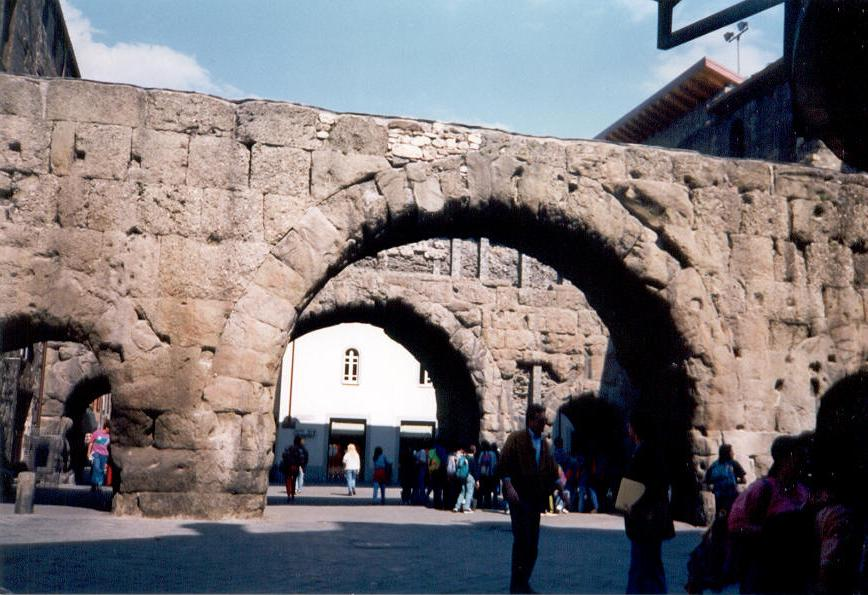
포르타 파라에토리아(Porta Prætoria)

아오스타는 원시 시대에 정착했으며, 나중에 살라시(Salassi)의 중심지가 되었다. 이들 중 다수는 기원전 25년에 로마인들에 의해 죽거나, 노예로 팔려갔다. 이 출정은 테렌티우스 바로가 주도했으며, 당시 로마 식민지인 아우구스타 프라에토리아 살라소룸(Augusta Praetoria Salassorum)을 설립했으며, 3,000명의 퇴역 군인을 수용했다. 기원전 11년 이후 아오스타는 제국의 알페스 그라이에스 속주(Alpes Graies, 회색 알프스)의 수도가 되었다. 그랑 생베르나르 고개와 프티 생베르나르 고개의 끝에서 두 강의 합류점에서의 위치해 군사적으로 상당히 중요성을 가졌으며, 그 배치는 로마 군대 진영의 배치였다.
서로마 제국이 멸망한 후, 도시는 차례로 부르고뉴, 동고트, 비잔틴에 의해 정복당했다. 이탈리아 왕국에 합병된 랑고바르드족은 피피누스 3세 휘하의 프랑크 제국에 의해 쫒겨났다. 그의 아들 샤를마뉴 대제 치하에 아오스타는 아헨에서 이탈리아로 이어지는 프란치제나 가도(Via Francigena) 구역을 확보했다. 888년 이후 그곳은 아르두이노 디브레아와 프로이울리의 베렌가리우스가 다스리는 이탈리아 왕국의 일부가 되었다.
10세기에 아오스타는 부르고뉴 왕국의 일부가 되었다. 1032년 후자가 함락된 후, 그것은 사보이아의 훔베르트 1세 백작의 영지 일부가 되었다.
1189년, 신분제 회의를 개최하는 특권이 주민들에게 부여되었다. 1536년에 집행 평의회가 이 기구에서 지명되었으며, 1802년까지 계속 존재했다. 빈 회의에서 사보이아의 통치를 회복한 후, 그의 손자인 아마데오 왕자의 탄생으로 사르데냐의 카를로 알베르토가 공식적으로 인정하였다.

## 볼거리

### 선사시대
신석기 시대의 유물과 무덤이 있는 생마르탱 드 코리용(Saint-Martin-de-Corléans) 거석 지역.

### 고대 유적
아우구스타 프라에토리아 살라소룸(Augusta Prætoria Salassorum)의 고대 성벽은 724 x 572m의 직사각형을 둘러싸고 있는 거의 완전히 보존되어 있다. 높이는 6.4m이며, 작은 돌 블록을 마주한 콘크리트로 지어졌다. 바닥에서 벽의 두께는 거의 2.75m이고, 상단은 1.83m이다.
탑은 성곽에 비스듬히 서 있고 다른 것은 간격을 두고 배치되어 4개의 문에 각각 2개씩 있어 총 20개의 탑이 된다. 그것들은 대략 6.5m 정사각형이고 벽에서 4.3m 돌출되어 있다. 20개의 원래 타워 중 다음과 같은 것이 잘 보존되어 있다.
- 나병환자의 탑 (Tour du lépreux)라는 이름은 17세기 후반에 피에르 베르나르 과스코(Pierre-Bernard Guasco)라는 나병환자가 그곳에 수감된 후 붙여진 이름이다. 자비에 드 메스트르의 소설 아오스타의 나병환자(Le lépreux de la cité d'Aoste) 역시 이 나병환자의 이름을 따서 명명되었다.
- 뇌브탑 (Tourneuve, 13세기).
- 파예레론탑 (Tour du Pailleron)
- 11세기에 로마 요새 위에 지어진 브라마판의 탑(성). 사보이 자작의 거주지였다. 프랑코프로방스어에서 브라메 라 팡(Bramé la Fan)은 “배고픔을 외치다”를 의미한다.
- 베일리지탑
- 치즈탑

동문과 남문은 그대로 존재한다. 후자는 포르타 프라에토리아(Porta Praetoria, 1세기)로 알려진 두 개의 탑이 측면에 있는 세 개의 아치가 있는 이중문으로 도시의 동쪽 문이었고, 대리석 덮개를 제외하고 원래 형태를 보존했다. 작은 정사각형을 둘러싸고 있는 두 개의 일련의 아치로 구성된다.
거리의 직사각형 배열은 도시를 64개 블록(insulae)으로 나누는 로마 계획을 모델로 한다. 폭이 약 10m인 주요 도로는 도시를 동쪽에서 서쪽으로 이어지는 두 개의 동일한 절반으로 나눈다. 이 배치는 도로를 지키는 것이 도시의 주요 존재 이유임을 분명히 한다.
오늘날 남쪽 파사드가 남아 있는 로마 극장은 높이가 22m이다. 아우구스투스(Augustus)의 통치 후기에 지어진 이 구조물은 81 x 64m의 면적을 차지했다. 최대 4,000명의 관중을 수용할 수 있다. 근처에는 클라우디우스가 지은 원형 극장이 있었다. 3면이 창고로 둘러싸여 있고 중앙에 사원 이 있고 열린(남쪽) 쪽에 2개가 있는 시장과 온천도 발견되었다.
성벽 밖에는 아우구스투스를 기리기 위한 개선문인 아우구스투스 개선문이 있는데, 이는 BC 35년에 바로 무레나(Varro Murena) 집정관이 살라시에 대한 승리를 축하하기 위해 세운 것이다. 서쪽으로 약 8km 떨어진 곳에 퐁다엘(Pont d'Aël)이라고 하는 단일 아치형 로마 다리가 있다. 그것은 닫힌 통로가 있고 겨울에는 도보 승객을 위해 창문이 있고 그 위에는 열린 보도가 있다.

에포레디아 (현대 이베레아 Ivrea)에서 아우구스타 프라에토리아(Augusta Praetoria), 아오스타 계곡으로 이어지는 고대 도로의 흔적이 많이 남아 있다. 현대 철도는 이 경로를 따르며, 35m 너비의 단일 아치와 4.5m 너비의 도로가 있는 생마르탱 다리(Pont Saint-Martin)로 유명하다. 도나스(Donnas)의 절단; 그리고 실리안의 로마다리(생벵상 Saint-Vincent)와 아오스타의 피에르 다리가 있다.

### 기타
- 대성당은 4세기에 지어졌으며 11세기에 성모 마리아에게 헌정된 새 건물로 대체되었다. 포로 로마노에 부속되어 있다.
- 로마네스크 – 셍 우르수스(Saint-Ours)의 고딕 양식의 대학 교회. 가장 인상적인 특징은 정면 왼쪽에 있는 홀을 통해 들어갈 수 있는 회랑이다. 그것은 아오스타의 우르수스에게 봉헌
- 셍베넹 대학(Saint-Bénin College)은 약 1000년에 베네딕토회가 세운 대학으로, 지금은 전시장이다.
- 중세 아치교 - 수로교인 그랑 아르부의 다리.

## 기후
깊은 계곡 바닥의 바다나 바다에서 멀리 떨어진 내륙에 위치한 아오스타는 대륙성 기후와 해양성 기후 사이의 전환 지점에 있으며, 이는 가장 추운 달의 평균 기온이 –3°C와 2°C 사이이다.
도시는 매우 추운 겨울과 덥고 습하고 폭풍우가 치는 여름을 경험한다.
가장 추운 겨울부터 여름의 가장 더운 기간까지 온도는 -3°C에서 26°C까지 다양하지만, 이는 평균에 불과하다.
35°C 이상 또는 -15°C 미만의 온도는 아오스타에서 불가능하지 않으며, 일년에 몇 번 발생할 수 있다.
| 아오스타의 기후                                  | 아오스타의 기후 | 아오스타의 기후 | 아오스타의 기후 | 아오스타의 기후 | 아오스타의 기후 | 아오스타의 기후 | 아오스타의 기후 | 아오스타의 기후 | 아오스타의 기후 | 아오스타의 기후 | 아오스타의 기후 | 아오스타의 기후 | 아오스타의 기후 |
| 월                                               | 1월             | 2월             | 3월             | 4월             | 5월             | 6월             | 7월             | 8월             | 9월             | 10월            | 11월            | 12월            | 연간            |
| ------------------------------------------------ | --------------- | --------------- | --------------- | --------------- | --------------- | --------------- | --------------- | --------------- | --------------- | --------------- | --------------- | --------------- | --------------- |
| 일평균 최고 기온 °C (°F)                         | 3.9 (39.0)      | 5.9 (42.6)      | 10.4 (50.7)     | 14.5 (58.1)     | 19.0 (66.2)     | 22.7 (72.9)     | 25.1 (77.2)     | 24.1 (75.4)     | 20.8 (69.4)     | 15.1 (59.2)     | 8.7 (47.7)      | 4.8 (40.6)      | 14.6 (58.3)     |
| 일일 평균 기온 °C (°F)                           | −0.1 (31.8)     | 1.7 (35.1)      | 5.4 (41.7)      | 9.3 (48.7)      | 13.6 (56.5)     | 17.0 (62.6)     | 19.2 (66.6)     | 18.4 (65.1)     | 15.6 (60.1)     | 10.5 (50.9)     | 4.9 (40.8)      | 1.1 (34.0)      | 9.7 (49.5)      |
| 일평균 최저 기온 °C (°F)                         | −4.0 (24.8)     | −2.5 (27.5)     | 0.5 (32.9)      | 4.2 (39.6)      | 8.2 (46.8)      | 11.4 (52.5)     | 13.4 (56.1)     | 12.8 (55.0)     | 10.4 (50.7)     | 5.9 (42.6)      | 1.2 (34.2)      | −2.5 (27.5)     | 4.9 (40.8)      |
| 평균 강수량 mm (인치)                            | 51 (2.0)        | 60 (2.4)        | 56 (2.2)        | 64 (2.5)        | 81 (3.2)        | 81 (3.2)        | 64 (2.5)        | 82 (3.2)        | 68 (2.7)        | 65 (2.6)        | 75 (3.0)        | 58 (2.3)        | 805 (31.8)      |
| 출처: https://it.climate-data.org/location/3041/ |                 |                 |                 |                 |                 |                 |                 |                 |                 |                 |                 |                 |                 |

## 교통
아오스타는 이탈리아 - 프랑스 국경의 프티 생베르나르 고개와 키바소(Chivasso)를 연결하는 26번 국도(이탈리아어: SS26, 프랑스어: RN26)와 27번 국도의 교차로에 있다. (이탈리아어: SS27, 프랑스어: RN27) 아오스타 시와 이탈리아 - 스위스 국경의 그랑 생베르나르 고개를 연결한다. 아오스타는 토리노와 쿠르마유르 사이의 A5 고속도로에서도 이용 가능하다.
1886년에 개장한 아오스타역은 키바소-이베레아-아오스타 철도의 일부를 형성 한다. 직통 열차는 아오스타를 이베레아시까지 연결한다. 쿠르마유르로 향하는 발디뉴의 인근 프레생디디에로 가는 지선은 2015년에 폐쇄되었다. 기차 서비스는 트렌이탈리아에서 운영한다.
주요 버스 허브는 아오스타역 근처에 있다. 버스는 아오스타 시를 인근 계곡과 토리노, 밀라노, 샤모니 (프랑스) 및 마르티니 (스위스)를 포함한 지역 외부의 목적지로 연결한다.
아오스타 공항은 도시에서 동쪽으로 5km 떨어져 있다.

## 같이 보기
- 분류:이탈리아의 탑